# 小行星39645
小行星39645（39645 Davelharris）是一颗绕太阳运转的小行星，为主小行星带小行星。该小行星于1995年8月发现。
該小行星以美國天文學家大衛·洛威爾·哈里斯（David Lowell Harris）命名。

## 轨道参数
小行星39645的轨道半长轴为363 864 406 km，2.4322487 UA，离心率为0.136。